# Піццале
Піццале (італ. Pizzale) — муніципалітет в Італії, у регіоні Ломбардія,  провінція Павія.
Піццале розташоване на відстані близько 450 км на північний захід від Рима, 50 км на південь від Мілана, 18 км на південний захід від Павії.
Населення — 726 осіб (2014).

## Демографія
Населення за роками:

Станом на 1 січня 2023 року в муніципалітеті офіційно проживало 38 іноземців з 9 країн, серед них 17 громадян країн Євросоюзу та 12 громадян України.

## Сусідні муніципалітети
- Кастеллетто-ді-Брандуццо
- Лунгавілла
- Панкарана
- Вогера